# Сингх, Шилпа
Шилпа Сингх (хинди शिल्पा सिंह; род. 21 декабря 1988 года) — индийская модель и певица, первая вице-мисс на конкурсе красоты Мисс Вселенная Индия 2012 и представляла свою страну на конкурсе Мисс Вселенная 2012.

## Частная жизнь
Сингх закончила «B. Tech. in Computer Science» в университете Mukesh Patel School of Technology Management & Engineering, Мумбаи. Она работает в cube26.
В октябре 2012, Сингх заменила на конкурсе Мисс Вселенная Раутелу Урваши, победительницу конкурса Мисс Индия 2012, которой на тот момент не исполнилось 18 лет и в результате чего она не могла участвовать в конкурсе Мисс Вселенная 2012.

## Мисс Вселенная 2012
На конкурсе, Сингх вошла в Top 16 полуфиналисток и закончила конкурс третьей вице-мисс.